# Autocollimation

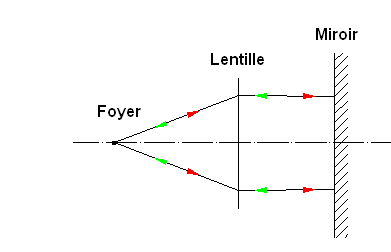
Schéma de principe de l'autocollimation ; en rouge, les rayons lumineux à l'aller, en vert au retour.

L’autocollimation est une méthode de détermination de la position du foyer d'un système optique. Ce montage de focométrie requiert, en plus du système, l'utilisation d'un miroir plan et d'une source ponctuelle de lumière.
Le principe de l'autocollimation est utilisé dans les lunettes autocollimatrices, qui sont des instruments de mesure employés en ingénierie mécanique et optique pour les alignements de bancs d'optique ou les mesures de faibles angles et de parallélismes de surface.
Les autocollimateurs peuvent être optiques et la détermination du foyer de la lentille s'effectue à l’œil, ou électro-optiques et la détermination se fait à l'aide d'un détecteur.

## Montage
Dans le cas d'une lentille convergente, celle-ci est placée entre le miroir et la source de lumière. On obtient donc, par réflexion, une image de la source de lumière du côté de celle-ci. On déplace alors la lentille jusqu'à ce que la source de lumière coïncide avec sa propre image réfléchie. La distance entre la lentille et la source de lumière est alors la distance focale de la lentille.